# Beware! The Blob
Beware! The Blob è un film commedia fantascientifica statunitense del 1972 che sancisce sia l'esordio sia anche l'unico progetto da regista dell'attore Larry Hagman, divenuto successivamente noto a fama internazionale per il suo ruolo di J.R. nella soap opera Dallas. È il sequel del film Fluido mortale (The Blob) del 1958; nel 1988 verrà prodotto il remake, intitolato Blob - Il fluido che uccide (The Blob).

## Trama
Chester Hargis, un posatore di oleodotti, riporta a Los Angeles dal Polo Nord un campione di una strana sostanza rinvenuta durante uno scavo. Si tratta dell'essere alieno Blob, ivi depositato anni prima. Una volta a casa lo mette inizialmente in congelatore, ma, dimenticato fuori il mostro si scongela e comincia a divorare gli esseri viventi, cominciando da una mosca, per proseguire con un gattino, la moglie di Hargis e infine Chester stesso.
Lisa, un'amica, entra proprio mentre Chester viene divorato dal Blob. Fugge, ma, quando cerca di allertare gli altri, nessuno le crede, neppure il suo fidanzato Bobby. Nel frattempo la creatura prende tranquillamente il sopravvento sulla città, divorando un ufficiale di polizia, due hippy, un barbiere e il suo cliente, persone di passaggio, un capo scout, una fattoria piena di galline e un bar pieno di persone.
A un certo punto, Lisa e Bobby si trovano intrappolati all'interno del loro veicolo mentre il Blob cerca di trovare una via per entrarvi. Presi dal panico, avviano accidentalmente l'aria condizionata del mezzo e la creatura si ritira, perché intollerante al freddo.
L'enorme Blob invade una sala da bowling e una pista da pattinaggio, divorando dozzine di persone. Alla fine viene bloccato da Bobby attivando il meccanismo di congelamento della pista da pattinaggio, che congela la creatura. Il cameraman di un'équipe televisiva, inavvertitamente posiziona le luci sul Blob congelato, permettendo così a una piccola porzione di scongelarsi, che scivola verso i piedi dello sceriffo che nel frattempo sta parlando in televisione.

## Produzione

### Location
Il film è stato girato durante l'estate del 1971 a Diamond Bar e Pomona, in California, entrambe a 30 miglia a est di Los Angeles, e nei loro dintorni. Le scene sulla pista di ghiaccio sono state riprese al Rollerdrome sul Washington Boulevard di Culver City, mentre la scena della festa è stata girata in un loft a Venice, sempre in California.

### Il Blob
Così come avvenuto per il film del 1958, per la realizzazione del Blob, sono stati utilizzati vari galloni di silicone rosso essiccato. In altre scene del film del '72 sono inoltre stati impiegati vari altri materiali, come un grande pallone rosso, fogli semi-trasparenti di plastica rossa, un grande cilindro rotante di silicone rosso piazzato davanti alle lenti della cinepresa (cui i fan fanno riferimento come i "Blob-Cam" shot).

### Cast tecnico e artistico
Larry Hagman aveva già diretto in precedenza vari episodi della serie televisiva Strega per amore (I Dream of Jeannie) e di  Questa sì che è vita (The Good Life). In seguito avrebbe preso parte alla soap opera Dallas e L'ispettore Tibbs (In the Heat of the Night). Beware! The Blob è l'unico film da lui diretto.
In un'intervista rilasciata alla rivista Fangoria, lo sceneggiatore Anthony Harris ha dichiarato che una buona parte delle scene vennero improvvisate sul set ignorando quanto era scritto nel copione.
Dean Cundey, che più tardi avrebbe prestato la sua opera in film quali Halloween - La notte delle streghe, La cosa, la saga di Ritorno al futuro e Jurassic Park, lavorò agli effetti speciali creando il Blob di Beware! The Blob, sotto la supervisione di Tim Baar e Conrad Rothmann. Cundey lavorò inoltre come operatore nella seconda unità, riprendendo le scene del Blob che fagocita la mosca, il gattino ecc.
L'attore Del Close in seguito appare anche nel remake del 1988 Blob - Il fluido che uccide (The Blob).

## Accoglienza
Gli storici del cinema Kim R. Holston e Tom Winchester hanno scritto del film:
(Kim R. Holston e Tom Winchester Science Fiction, Fantasy and Horror Film Sequels, Series and Remakes: An Illustrated Filmography)